# Тачо Даскалов
Тачо Колев Даскалов е български юрист, кмет на Стара Загора в периода 11 септември 1944 – 20 октомври 1944 г.

## Биография
Роден е през 1898 г. в Радне махле. Първоначално учи в Стара Загора, а след това получава юридическо образование в Софийския университет (1931). От 1918 г. е член на БРСДП (т.с). Участва в Септемврийското въстание, като е един от ръководителите на въстанието за Старозагорски окръг. От 1930 до 1935 г. е член на ЦК на БРП. Между 1935 и 1937 г. лежи в затвора. В периода 1941 – 1943 г. е интерниран. Работи към областния комитет на Отечествения фронт. От 1958 до 1962 г. е секретар на Президиума на III народно събрание, а от 1962 до 1964 г. е член на Президиума на IV народно събрание. Умира през 1964 година в София.